# Barga-Mossi (Bouroum)
Pour les articles homonymes, voir Barga (homonymie).
Ne doit pas être confondu avec Barga-Mossi (Barga) ou Barga-Peulh (Bouroum).
Barga-Mossi est une localité située dans le département de Bouroum de la province du Namentenga dans la région Centre-Nord au Burkina Faso. 

## Géographie
Situé au nord du lac de homonyme – dont le niveau peut varier naturellement de manière très importante lors de la saison des pluies –, Barga-Mossi se trouve à 6 km au nord-ouest de Bouroum, le chef-lieu du département, à 7 km à l'est de Pensa et à environ 50 km au nord de Tougouri.

## Économie
L'agro-pastoralisme est la principale activité du village.

## Éducation et santé
Barga-Mossi accueille un centre de santé et de promotion sociale (CSPS) tandis que le centre médical (CM) de la province se trouve à Tougouri.
Barga-Mossi possède une école primaire publique.